# Balling-Volling-Krejbjerg-Oddense-Otting Pastorat
Balling–Volling–Krejbjerg–Oddense–Otting Pastorat er pastorat i Salling Provsti i Skive Kommune. 

## Beliggenhed
Pastoratet ligger i den sydligste og midterste del af Salling. Lokalt opfattes pastoratet som den midterste og nordligste del af Vestsalling.
Pastoratet grænser op til Lysen Bredning (mellem Harre Vig og Sallingsund), Harrevig Pastorat (Hjerk Sogn), Østsalling Pastorat (Lyby Sogn), Skive Provsti (Hindborg og Dølby sogne) samt til Brøndum-Hvidbjerg-Ramsing-Håsum Pastorat og Rødding-Lem-Lihme-Vejby Pastorat. 

## Historie
I 1970–2006 lå pastoratets sogne i Spøttrup Kommune. 
Mellem 1842 og 1970 var Oddense–Otting en sognekommune i Hindborg Herred, mens Balling–Volling var en sognekommune med Volling i Hindborg Herred og Balling i Rødding Herred. Hvert af de daværende to sognekommuner var oprindeligt et selvstændigt pastorat.
I årene før 1970 var Krejbjerg en selvstændig sognekommune i Rødding Herred. I slutningen af 1960'erne blev Krejbjerg Sogn lagt til Balling–Volling Pastorat. Derved opstod Balling–Volling–Krejbjerg Pastorat.

## Præster og menighedsråd
I begyndelsen blev pastoratets kirkelige og administrative ledelse varetaget af de to menighedsråd (Krejbjerg Sogns Menighedsråd samt Balling–Volling–Oddense–Otting Sognes Menighedsråd). Fra 2016 er der et fælles menighedsråd for de fem sogne. 
Pastoratet har to præster. Oprindeligt boede den ene i Balling, mens den anden boede i Oddense. Den 1. november 2021 blev Natalia Packert Andresen ansat som sognepræst. Hun havde tidligere været præst i Skive Sogn.

## Sogne
Der er fem sogne i  pastoratet: 
- Balling Sogn (Rødding Herred) med præstebolig og Balling Kirke
- Volling Sogn (Hindborg Herred)
- Krejbjerg Sogn (Rødding Herred)
- Oddense Sogn (Hindborg Herred) med præstebolig
- Otting Sogn (Hindborg Herred)